# Liga ACT femenina 2011
La Liga ACT femenina 2011 (conocida como Liga Euskotren 2011 por motivos de patrocinio) es la tercera edición de la competición femenina de traineras organizada por la Asociación de Clubes de Traineras (ACT). Se compuso de dos grupos de 3 y 4 equipos respectivamente. La temporada comenzó el 10 de julio en Pedreña (Cantabria) y terminó el 31 de julio en Zumaya (Guipúzcoa). Posteriormente se disputó la final en Zarauz (Guipúzcoa).

## Sistema de competición
En la competición se inscribieron cinco clubes guipuzcoanos y dos selecciones, Vizcaya y Galicia, lo que supuso un total de siete embarcaciones. Las participantes se dividieron en dos grupos denominados A y B de tres y cuatro miembros, respectivamente.
Cada grupo disputó un calendario de regatas propio. Al finalizar la temporada regular y para decidir la campeona entre las dos mejores clasificadas de cada grupo, se disputó la final a doble jornada proclamándose campeona la que obtuviese el menor tiempo total sumando los logrados en cada regata.
También se incluyó en el calendario dos jornadas de la Liga Guipuzcoana Femenina de Traineras no puntuables para la Liga.

## Calendario
Las siguientes regatas se disputaron en 2011.

### Grupo A
| Orden | Regata                        | Fecha       | Hora  | Localidad | Provincia |
| ----- | ----------------------------- | ----------- | ----- | --------- | --------- |
| 1     | I Bandera de Camargo          | 2 de julio  | 18:00 | Maliaño   | Cantabria |
| 2     | I Bandera Ciudad de Santander | 17 de julio | 12:00 | Santander | Cantabria |
| 3     | II Bandera El Diario Vasco    | 31 de julio | 12:00 | Zumaya    | Guipúzcoa |

### Grupo B
| Orden | Regata                       | Fecha       | Hora  | Localidad | Provincia |
| ----- | ---------------------------- | ----------- | ----- | --------- | --------- |
| 1     | I Bandera El Correo          | 3 de julio  | 12:00 | Bilbao    | Vizcaya   |
| 2     | III Bandera Marina de Cudeyo | 16 de julio | 18:00 | Pedreña   | Cantabria |
| 3     | II Bandera de Guecho         | 30 de julio | 18:00 | Guecho    | Vizcaya   |

### Final
| Orden | Regata                             | Fecha        | Hora  | Localidad | Provincia |
| ----- | ---------------------------------- | ------------ | ----- | --------- | --------- |
| 1     | III Bandera de Zarauz (1ª jornada) | 13 de agosto | 18:00 | Zarauz    | Guipúzcoa |
| 2     | III Bandera de Zarauz (2ª jornada) | 14 de agosto | 12:00 | Zarauz    | Guipúzcoa |

### Regatas no puntuable
En el calendario se incluyeron dos regatas correspondientes a sendas jornadas de la Liga Guipuzcoana Femenina de Traineras no siendo puntuables para la clasificación de la Liga ACT femenina.
| Orden | Regata      | Fecha        | Hora  | Localidad            | Provincia |
| ----- | ----------- | ------------ | ----- | -------------------- | --------- |
| 1     | III Jornada | 23 de julio  | 17:30 | Pasajes de San Pedro | Guipúzcoa |
| 2     | VI Jornada  | 27 de agosto | 17:30 | Orio                 | Guipúzcoa |

## Traineras participantes

### Grupo A
| Equipo                 | Nombre de la Trainera | Patrona                | Localidad | Provincia |
| ---------------------- | --------------------- | ---------------------- | --------- | --------- |
| Galicia                | Galicia-Rianxeira     | Laura Hermo, María Gil | -         | Galicia   |
| Orio-Orialki           | Txiki                 | Nadeth Agirre          | Orio      | Guipúzcoa |
| Zumaia-Salegi Jatetxea | Telmo Deun            | Nagore Osoro           | Zumaya    | Guipúzcoa |

### Grupo B
| Equipo                         | Nombre de la Trainera | Patrona           | Localidad           | Provincia |
| ------------------------------ | --------------------- | ----------------- | ------------------- | --------- |
| Vizcaya                        | Bizkaia               | Aiala Uribelarrea | -                   | Vizcaya   |
| Getaria-Tolosa                 | Esperantza            | Olatz Aldalur     | Guetaria            | Guipúzcoa |
| Hondarribia-Bertako Igogailuak | Ama Guadalupekoa      | Zuriñe Alberdi    | Fuenterrabía        | Guipúzcoa |
| San Juan-Iberdrola             | Batelerak             | Inder Paredes     | Pasajes de San Juan | Guipúzcoa |

## Clasificación
A continuación se recoge la clasificación en cada una de las regatas disputadas en cada grupo.

### Grupo A
Los puntos se reparten entre las tres participantes en cada regata. 
| Posición | 1.ª | 2.ª | 3.ª |
| Puntos   | 3   | 2   | 1   |

| Pos. | Club                   | Trainera          | 1 CAM | 2 SER | 3 DIA | Puntos |
| ---- | ---------------------- | ----------------- | ----- | ----- | ----- | ------ |
| 1    | Galicia                | Galicia-Rianxeira | 1     | 2     | 1     | 8      |
| 2    | Zumaia-Salegi Jatetxea | Telmo Deun        | 2     | 1     | 2     | 7      |
| 3    | Orio-Orialki           | Txiki             | 3     | 3     | 3     | 3      |

| Color  | Resultado |
| ------ | --------- |
| Oro    | Ganador   |
| Plata  | Segundo   |
| Bronce | Tercero   |
| Verde  | Puntuó    |

### Grupo B
Los puntos se reparten entre las cuatro participantes en cada regata. 
| Posición | 1.ª | 2.ª | 3.ª | 4.ª |
| Puntos   | 4   | 3   | 2   | 1   |

| Pos. | Club                           | Trainera         | 1 COR | 2 CUD | 3 GUE | Puntos |
| ---- | ------------------------------ | ---------------- | ----- | ----- | ----- | ------ |
| 1    | Getaria-Tolosa                 | Esperantza       | 1     | 1     | 1     | 12     |
| 2    | San Juan-Iberdrola             | Batelerak        | 3     | 2     | 2     | 8      |
| 3    | Vizcaya                        | Bizkaia          | 2     | 3     | 3     | 7      |
| 4    | Hondarribia-Bertako Igogailuak | Ama Guadalupekoa | 4     | 4     | 4     | 3      |

### Final
| Pos. | Club                   | Trainera          | 1 ZA1 | 2 ZA2 | Tiempo    |
| ---- | ---------------------- | ----------------- | ----- | ----- | --------- |
| 1    | Getaria-Tolosa         | Esperantza        | 1     | 1     | 21'15.22" |
| 2    | Galicia                | Galicia-Rianxeira | 2     | 2     | 21'20.52" |
| 2    | Zumaia-Salegi Jatetxea | Telmo Deun        | 3     | 3     | 21'51.02" |
| 4    | San Juan-Iberdrola     | Batelerak         | 4     | 4     | 22'05.95" |

### Regatas no puntuables
| Club                           | Trainera         | 1 PED | 2 ORI |
| ------------------------------ | ---------------- | ----- | ----- |
| Getaria-Tolosa                 | Esperantza       | 1     | 2     |
| Zumaia-Salegi Jatetxea         | Telmo Deun       | 2     | 1     |
| San Juan-Iberdrola             | Batelerak        | 3     | 3     |
| Vizcaya                        | Bizkaia          | 5     | 4     |
| Orio-Orialki                   | Txiki            | 4     | 5     |
| Hondarribia-Bertako Igogailuak | Ama Guadalupekoa | 6     | 6     |